# Boris Abramovič Kušner
Boris Abramovič Kušner (rusko Борис Абрамович Кушнер, angleško Boris Abramovich Kushner), rusko-ameriški, matematik, pesnik in esejist, * 10. december 1941, Krasnouralsk, Sovjetska zveza (sedaj Rusija), † 7. maj 2019, Pittsburgh, ZDA.
Kušner je deloval v Računalniškem središču Doronicina (VC AN). 
Od leta 1990 je član Oddelka za matematiko Univerze Pittsburgha v Johnstownu (UPJ). Je strokovnjak na področju konstruktivne analize.

## Živjenje in delo
Rodil se je v Krasnouralsku, kamor je iz Moskve zaradi približevanja nemških oboroženih sil pribežala njegova družina. Njegov oče Abraham Isakovič je padel pri Stalingradu. Leta 1943 se je družina vrnila v Moskvo, kjer je ostal vse do emigracije v ZDA leta 1989. Mati je morala preživljati tri otroke in ni mogla poučevati otroka. Z njimi je živela babica Sofja Mojisejevna Mejerovič (rojena Ginzburg) in ga učila. Kasneje ji je posvetil veliko del.